# Elysia manriquei
Elysia manriquei is een slakkensoort uit de familie van de Plakobranchidae. De wetenschappelijke naam van de soort is voor het eerst geldig gepubliceerd in 2009 door Ortea & Moro.